# Platythelys debilis
Platythelys debilis är en orkidéart som först beskrevs av John Lindley, och fick sitt nu gällande namn av Leslie Andrew Garay. Platythelys debilis ingår i släktet Platythelys och familjen orkidéer. Inga underarter finns listade i Catalogue of Life.